# Гдовско-Ямбургский листок
Гдо́вско-Я́мбургский листо́к — русская еженедельная земская и сельская газета, издававшаяся в 1872-1875 году в Санкт-Петербурге князем В. В. Оболенским.

## История
В 1872 году князь Владимир Оболенский решает заняться издательской деятельностью и организовывает в Санкт-Петербурге собственную типографию. В этом же году выходит первый номер его газеты «Гдовско-Ямбургский листок», которая финансировалась в том числе и земствами Гдовского и Ямбургского уездов.
Это было одно из первых в России земских изданий, в котором описывалась жизнь деревни. В газете печатались критические статьи, а среди авторов статей были даже крестьяне. «Листок», как впоследствии «Еженедельник», ставил перед собой задачу «пробудить у читателей сознание необходимости для каждого селянина быть разумно-грамотным и отчасти указать к тому средства…» (№ 1, 1872) В газете печатались корреспонденции, посвященные практике ведения сельского хозяйства. Большое место отводилось описанию деятельности земств.
Первым редактором газеты был Владимир Капитонович Тихомиров, скончавшийся в 1872 году от чахотки. После Тихомирова газету редактировал сам князь Оболенский, с 1875 года — Аполлон Жемчужников.
С 1873 году газета называлась «Еженедельник» с подзаголовком «Газета сельская вообще и земская в особенности», затем с подзаголовком «Газета земская и сельская».
В 1876 году «в связи с расширением программы» газета была переименована в «Молву».